# Ана Уинтур
Анна Уинтур (на английски: Anna Wintour) е главен редактор на американското списание „Вог“, която позиция заема от 1988 до 2025 година. Със своята късо подстригана коса и слънчевите си очила, Уинтур се е превърнала в институция в света на модата. Със своя строг поглед към модните тенденции, тя е успяла да си спечели прозвището „Ядрената Уинтур“ (игра на думи с „nuclear winter“, „ядрена зима“).

## Биография
Родена е на 3 ноември 1949 г. в Лондон, в семейството на професора по право Чарлз Уинтур (1917 – 1999), който е главен редактор на „Ивнинг стандарт“. Тя е най-голямата дъщеря в семейството и е кръстена на прабаба си Анна. Има четири братя и сестри. Брат ѝ Джералд е починал при пътен инцидент още като дете. По-малкият ѝ брат, Патрик, също е журналист, който е политически редактор на „Гардиън“. Джеймс и Нора Уинтур са работили в Лондонската публичната администрация, а също и в международни неправителствени организации.
Анна започва да се интересува от мода още като тийнейджър. Кариерата си в модната журналистика започва първоначално в две британски списания, а след това се премества в САЩ като работи последователно в изданията „Ню Йорк“ и „Къща и градина“. След като се връща у дома, поема британския „Вог“ в продължение на година, а след това получава контрол и над изданието в Ню Йорк. Приносът ѝ във Vogue допринася за оформянето на модната индустрия. Тя често е описвана като перфекционист, който редовно прави невъзможното, за да постави исканията си на своите подчинени.
Успешната заявка за Седмица на модата в Милано през 2008 г. е ключова за Уинтур. Тогава Анна успява да измести седмицата, така че тя и други американски редактори да имат време да се завърнат у дома, преди Париж да покаже своите модели. Долче & Габана заявяват, че Милано се превръща в „цирк без смисъл.“